# روبرت سيمسون
روبرت سيمسون (بالإنجليزية: Robert Simson)‏ (14 أكتوبر 1687 - 1 أكتوبر 1768) كان عالم رياضيات اسكتلنديًا وأستاذًا للرياضيات في جامعة غلاسكو.

## حياته
كان الابن الأكبر لجون سيمسون، خصص نفسه للكنيسة لكن عقله كان مكرساً لتعلم الرياضيات و تلقى تعليمه في جامعة غلاسكو وحصل على ماجستير.
انتقل سيمسون إلى لندن لمزيد من الدراسة. وبعد عام في لندن عاد إلى غلاسكو وفي عام 1711 عينته جامعة غلاسكو في منصب أستاذ الرياضيات، وهو المنصب الذي احتفظ به حتى عام 1761.
وخلفه تلميذه القس جيمس ويليامسون.